# Yelda Reynaud
Yelda Reynaud (* 17. Januar 1972 in Wien) ist eine Schauspielerin des türkischen Films.

## Leben
Die Tochter einer türkischen Familie spricht neben Türkisch fließend Deutsch, Französisch, Italienisch, Spanisch, Arabisch und Englisch. Sie hat in Paris ihr Theaterstudium abgeschlossen. Auf bedeutenden Filmfestivals bereits mehrfach als „beste Schauspielerin“ ausgezeichnet (u. a. auf dem Istanbul International Film Festival 2005), erlangte sie 2007 auch in Deutschland Bekanntheit, als sie in Fatih Akıns Auf der anderen Seite zu sehen war. Schon vor ihrer Karriere in der Türkei wirkte Reynaud an deutschen, aber auch an französischen Filmen mit und spielte jahrelang am Theater. Ende 2006 gründete Yelda Reynaud zusammen mit der Schauspielerin Özlem Düvencioğlu eine eigene Filmproduktionsfirma. Seit Ende November 2007 spielt sie erfolgreich die Hauptrolle in der türkischen Fassung von Hinter Gittern – Der Frauenknast. Sie spielt dort die Aliye, die in der deutschen Version Walter entspricht.